# John Rogers Commons
 (novembre 2018).
Si vous disposez d'ouvrages ou d'articles de référence ou si vous connaissez des sites web de qualité traitant du thème abordé ici, merci de compléter l'article en donnant les références utiles à sa vérifiabilité et en les liant à la section « Notes et références ».
Pour les articles homonymes, voir John Rogers (homonymie), Rogers et Commons.
John Rogers Commons né le 13 octobre 1862 à Hollansburg (Ohio) et mort le 11 mai 1945 à Fort Lauderdale, est un économiste américain, considéré comme l'un des fondateurs de l'institutionnalisme.
Il a notamment étudié l'évolution légale de la propriété privée et le domaine des commons (commons) et milité pour un capitalisme raisonnable.

## Parcours et carrière
Né en 1862 dans l'Ohio, Commons est considéré comme l'un des fondateurs du courant institutionnaliste américain, avec Thorstein Veblen et Wesley Clair Mitchell. Le parcours suivi par Commons est assez atypique. Ayant fait ses études à l'université Johns-Hopkins et suivi notamment les cours de Richard T. Ely, Commons ne parvient pas à terminer son doctorat. De 1883 à 1904, Commons effectue de très nombreuses participations dans diverses commissions, réalise des expertises, effectue des arbitrages et participe à la rédaction d'un certain nombre de textes de loi. Ce n'est qu'en 1904, à l'âge de 42 ans, que Commons accède à un poste stable à l'université du Wisconsin,.
Jusqu'au début des années 1920, ses investigations sont essentiellement empiriques et portent surtout sur ce que l'on a appelé alors les « problèmes du travail ». Il participe ainsi à l’American Association for Labor Legislation et son apport de praticien culmine avec l'édiction, en 1932, d'une législation sur l'assurance chômage, le Wisconsin Unemployment Act,.
La carrière de Commons en tant que théoricien ne débute véritablement qu'en 1924 avec la publication de son ouvrage Legal Foundations of Capitalism dans lequel il retrace l'évolution institutionnelle ayant conduit à l'apparition du système capitaliste. Il accorde une attention particulière au statut et à l'importance de la propriété privée. Suivront deux autres ouvrages en 1934 (Institutional Economics) et en 1950 (à titre posthume, The Economics of Collective Action) dans lesquels il synthétise l'essentiel de son expérience pour en faire une systématisation théorique et un cadre analytique à part entière.

## L'économie institutionnelle
La contribution théorique de Commons est très largement ignorée. Pour une part, cela tient au fait qu'à travers la carrière de ses étudiants,il  a été essentiellement considéré comme un praticien, bien que John Maynard Keynes l'ait considéré comme un théoricien majeur,. Cependant, cette faible reconnaissance vient plus largement de la difficulté des écrits de Commons, tant sur le fond que sur la forme. La particularité de l'économie institutionnelle est en effet de mobiliser des concepts qui lui sont propres et qu'on ne retrouve pas par ailleurs en économie.
Selon Commons, l'erreur des économistes a été d'ignorer l'importance de l'action collective en se focalisant uniquement sur les actions individuelles. Par ailleurs, ces mêmes économistes se sont concentrés sur les rapports entre les hommes et la nature là où ce sont les rapports des hommes entre eux qui importent, selon lui. Pour corriger ces deux défaillances, il introduit deux concepts clés, les institutions et les transactions :
- L'institution est définie comme "l'action collective contrôlant l'action individuelle" ("we may define an institution as Collective Action in Control of individual Action"[6]. Commons distingue alors les institutions informelles (comme la "coutume inorganisée", "inorganized Custom" ) des institutions formelles (les organisations comme l'État, l'entreprise, les syndicats ou le Federal Reserve System)[7].
- La transaction constitue quant à elle l'unité d'analyse. Elle désigne l'interaction par laquelle deux ou plusieurs individus s'échangent des droits de propriété et des libertés d'action.

Le projet de Commons était en fait d'élaborer un cadre conceptuel permettant de comprendre comment les institutions de la société capitaliste avaient évolué et de déterminer quels étaient les facteurs à l'origine de cette évolution.

## La défense d'un capitalisme raisonnable
La particularité de l'œuvre de Commons est d'articuler constamment les considérations juridiques et économiques. Selon ses propres mots, l'objectif de Commons était de réunir l'économie, le droit et l'éthique. Il s'agissait en fait de comprendre comment les sphères juridique et économique s'influençaient mutuellement et le rôle que jouaient, dans ces rapports, les croyances et les valeurs humaines. Dans cette optique, il a porté une attention particulière au rôle joué par la jurisprudence de la Cour suprême. Il voit en effet dans le juge l'un des acteurs majeurs de ce qu'il a appelé la « sélection artificielle » des règles et des comportements économiques. Plus largement, Commons s'est attelé à mettre en valeur le rôle joué par certaines institutions (l'État, les entreprises, les tribunaux) dans l'évolution des règles encadrant l'activité économique.
Les apports essentiels de Commons se situent dans les domaines de l'économie du travail, de l'économie monétaire et de l'économie publique. Ces apports forment un tout destiné à expliquer les facteurs contribuant à l'évolution du capitalisme. L'attention particulière accordée par Commons aux problèmes du travail, notamment concernant l'asymétrie de pouvoir entre les employeurs et les employés, l'a conduit notamment à défendre l'idée d'un « capitalisme raisonnable », c’est-à-dire un système économique où, tout en préservant le système d'allocation des ressources offert par le marché, les acteurs accepteraient de prendre part à des négociations pour définir des critères de répartition du revenu « raisonnable ». Ce qui évoque le système de négociation entre syndicats et patronat qui a prévalu en Allemagne dans la seconde moitié du XXè siècle.

## Ouvrages majeurs
- A Documentary History of American Industrial Society, 1910
- History of Labor in The United States, 1918 (vol I, II) et 1935 (vol. III, IV)
- Legal Foundations of Capitalism, 1924
- Institutional Economics. Its Place in Political Economy, 1934
- The Economics of Collective Action, 1950